# Copa Mercosur 2000
Copa Mercosur 2000 var den tredje säsongen av Copa Mercosur, en fotbollsturnering som spelades mellan klubbar i södra Sydamerika. I turneringen hade Brasilien 7 lag, Argentina 6 lag, Chile 3 lag samt Uruguay och Paraguay med 2 lag vardera. Detta innebar 20 lag totalt, som delades in i fem grupper om fyra. Där gick alla gruppvinnare samt de tre bästa tvåorna vidare till kvartsfinal.

## Gruppspel

### Grupp A
| Nr | Lag                  | S | V | O | F | GM | IM | MS  | P  |
| -- | -------------------- | - | - | - | - | -- | -- | --- | -- |
| 1  | River Plate          | 6 | 4 | 2 | 0 | 10 | 5  | +5  | 14 |
| 2  | Flamengo             | 6 | 3 | 2 | 1 | 10 | 3  | +7  | 11 |
| 3  | Vélez Sarsfield      | 6 | 1 | 3 | 2 | 7  | 8  | −1  | 6  |
| 4  | Universidad de Chile | 6 | 0 | 1 | 5 | 4  | 15 | −11 | 1  |

### Grupp B
| Nr | Lag                  | S | V | O | F | GM | IM | MS  | P  |
| -- | -------------------- | - | - | - | - | -- | -- | --- | -- |
| 1  | Cruzeiro             | 6 | 4 | 1 | 1 | 12 | 4  | +8  | 13 |
| 2  | Palmeiras            | 6 | 3 | 2 | 1 | 8  | 5  | +3  | 11 |
| 3  | Independiente        | 6 | 2 | 1 | 3 | 9  | 10 | −1  | 7  |
| 4  | Universidad Católica | 6 | 0 | 2 | 4 | 7  | 17 | −10 | 2  |

### Grupp C
| Nr | Lag             | S | V | O | F | GM | IM | MS | P  |
| -- | --------------- | - | - | - | - | -- | -- | -- | -- |
| 1  | Rosario Central | 6 | 4 | 1 | 1 | 9  | 4  | +5 | 13 |
| 2  | São Paulo       | 6 | 2 | 1 | 3 | 13 | 13 | 0  | 7  |
| 3  | Cerro Porteño   | 6 | 2 | 1 | 3 | 13 | 15 | −2 | 7  |
| 4  | Colo-Colo       | 6 | 2 | 1 | 3 | 6  | 9  | −3 | 7  |

### Grupp D
| Nr | Lag          | S | V | O | F | GM | IM | MS | P  |
| -- | ------------ | - | - | - | - | -- | -- | -- | -- |
| 1  | Boca Juniors | 6 | 3 | 3 | 0 | 15 | 8  | +7 | 12 |
| 2  | Nacional     | 6 | 2 | 3 | 1 | 8  | 8  | 0  | 9  |
| 3  | Olimpia      | 6 | 3 | 0 | 3 | 9  | 10 | −1 | 9  |
| 4  | Corinthians  | 6 | 0 | 2 | 4 | 7  | 13 | −6 | 2  |

### Grupp E
| Nr | Lag              | S | V | O | F | GM | IM | MS | P  |
| -- | ---------------- | - | - | - | - | -- | -- | -- | -- |
| 1  | Atlético Mineiro | 6 | 4 | 1 | 1 | 13 | 10 | +3 | 13 |
| 2  | Vasco da Gama    | 6 | 3 | 1 | 2 | 11 | 7  | +4 | 10 |
| 3  | Peñarol          | 6 | 2 | 2 | 2 | 11 | 11 | 0  | 8  |
| 4  | San Lorenzo      | 6 | 1 | 0 | 5 | 8  | 15 | −7 | 3  |

### Rankning av grupptvåor
| Nr | Lag (grupp)       | S | V | O | F | GM | IM | MS | P  |
| -- | ----------------- | - | - | - | - | -- | -- | -- | -- |
| 1  | Flamengo (A)      | 6 | 3 | 2 | 1 | 10 | 3  | +7 | 11 |
| 2  | Palmeiras (B)     | 6 | 3 | 2 | 1 | 8  | 5  | +3 | 11 |
| 3  | Vasco da Gama (E) | 6 | 3 | 1 | 2 | 11 | 7  | +4 | 10 |
| 4  | Nacional (D)      | 6 | 2 | 3 | 1 | 8  | 8  | 0  | 9  |
| 5  | São Paulo (C)     | 6 | 2 | 1 | 3 | 13 | 13 | 0  | 7  |

## Kvartsfinaler
| Lag 1         | Tot. resultat | Lag 2            | 1:a matchen | 2:a matchen | Straffar |
| ------------- | ------------- | ---------------- | ----------- | ----------- | -------- |
| Flamengo      | 4–6           | River Plate      | 1–2         | 3–4         | —        |
| Palmeiras     | 5–3           | Cruzeiro         | 3–2         | 2–1         | —        |
| Vasco da Gama | (s) 1–1       | Rosario Central  | 1–0         | 0–1         | 5–4      |
| Boca Juniors  | 2–4           | Atlético Mineiro | 0–2         | 2–2         | —        |

## Semifinaler
| Lag 1         | Tot. resultat | Lag 2       | 1:a matchen | 2:a matchen | Straffar |
| ------------- | ------------- | ----------- | ----------- | ----------- | -------- |
| Vasco da Gama | 5–1           | River Plate | 4–1         | 1–0         | —        |
| Palmeiras     | 6–1           | Mineiro     | 4–1         | 2–0         | —        |

## Final
| Lag 1         | Tot. resultat | Lag 2     | 1:a matchen | 2:a matchen | Omspel |
| ------------- | ------------- | --------- | ----------- | ----------- | ------ |
| Vasco da Gama | 2–0           | Palmeiras | 2–0         | 0–1         | —      |